# Benjamin Fragner
Benjamin Fragner (* 5. ledna 1945, Praha) je český historik architektury a industriální archeolog, jeden ze tří synů významného architekta Jaroslava Fragnera a jeho manželky, herečky a fotografky Věry Gabrielové. Je kurátorem, organizátorem a spoluautorem řady odborných akcí a výstav. Zabývá se dějinami techniky a teorií architektury a urbanismu.

## Život a dílo
Po maturitě na SVVŠ v Praze (1963) studoval v letech 1964-1970 na Fakultě sociálních věd University Karlovy v Praze.
Od roku 1968 do roku 1979 byl redaktorem Českého rozhlasu v Praze. Poté pracoval jako redaktor, od roku 1990 šéfredaktor Technického magazínu. Roku 1985 obhájil rigorózní práci (PhDr). V roce 1986 založil Sekci ochrany průmyslového dědictví při Národním technickém muzeu v Praze. Je členem vědecké rady NTM a korespondentem Mezinárodní organizace pro ochranu průmyslového dědictví TICCIH. Je předsedou Komise pro průmyslové dědictví MK ČR a členem stálé komise Ministerstva kultury ČR pro hodnocení návrhů na prohlášení věci za kulturní památku. Od roku 2002 je ředitelem Výzkumného centra průmyslového dědictví ČVUT v Praze.
Zabývá se možnostmi záchrany industriálních památek a jejich dalšího využití. V rámci výzkumného projektu Industriální topografie mapuje spolu s kolegy z Fakulty architektury ČVUT zaniklé, přestavěné i přeživší industriální stavby a areály.
Od roku 1998 je šéfredaktorem časopisu Fórum architektury a stavitelství, a členem redakční rady internetového časopisu Stavební fórum. Přispívá odbornými články do časopisů Zprávy památkové péče, Architectural Design, Architekt, Ateliér, Era 21, Stavební listy, Stavebnictví, Umění a řemesla, Vesmír.

### Publikace
- Benjamin Fragner (ed.), Průmyslové dědictví / Industrial Heritage. Sborník příspěvků k mezinárodnímu bienále Industriální stopy, České vysoké učení technické 2008, ISBN 978-80-01-04067-6
- Tomáš Šenberger, Benjamin Fragner, Eva Dvořáková, Industriál_paměť_východiska, Nakladatelství TITANIC 2007, ISBN 978-80-86652-33-7
- Alena Hanzlová, Benjamin Fragner, Industriální stopy/ Vestiges of industry. Architektura konverzí průmyslového dědictví v České republice 2000-2005, Výzkumné centrum průmyslového dědictví ČVUT 2005, ISBN 80-239-5440-7
- Benjamin Fragner, The illustrated History of Architecture. The Development of Towns and Cities, London 1994
- Benjamin Fragner (ed.), Průvodce - Industriální skanzen Čechy a Morava, Praha 1992 (zvláštní příloha čas. Technický magazín T-92)
- Benjamin Fragner, E. Hlaváček (eds.), Industriální architektura - nevyužité dědictví, Praha 1990
- Benjamin Fragner, Labyrinty měst. Bloudění jejich minulostí a přítomností, Praha 1984
- Benjamin Fragner, Cesty bez konce. O pěšinách, stezkách, silnicích, dálnicích a také o krajině, Praha 1982

## Ocenění
2021. Cena Ministerstva kultury za přínos v oblasti architektury za iniciování a dlouhodobé vedení výzkumu průmyslového dědictví i odbornou popularizaci jeho výstupů.